# Ликсури
Ликсури је други по величини град на грчком острву Кефалонији. У њему живи око 9 800 становника.
Град посједује значајну бродску луку, филхармонију и вишу школу за израду инструмената. У његовој близини налази се антички град Пали.

## Историја
Ликсури се први пут помиње у писму сенату Млетачке републике. Највеће разарање града догодило се 23. јануара 1867, али и у августу 1953. Од 1990. (након година исељавања и стагнације) очигледан је стални пораст у броју становника. У каснијим 1990-им Луксори се ујединио са осталим мјестима полуострва Пали (западни дио острва Кефалоније). Од тада назив читавог мјеста гласи Димос Паликис. Ипак у свакодневици (поштански и бродски саобраћај), по градићу Ликсурију, назива се и остатак овог дијела острва.

## Становништво
| 1991. | 2001. |
| ----- | ----- |
| 3,181 | 3,610 |